# Migliorati (famiglia)
La famiglia Migliorati è stata una famiglia nobile italiana di Fermo e Sulmona, attestata nel XIII secolo ed estintasi nel XVI secolo. Il capostipite della famiglia fu Adamo Migliorati.

## Albero genealogico
Di seguito è riportato l'albero genealogico della famiglia Migliorati dal fondatore Adamo, attestato nel XIII secolo, fino all'ultimo discendente Orsino, deceduto nel XVI secolo, secondo una ricostruzione dello storico Pompeo Litta:

## Membri principali

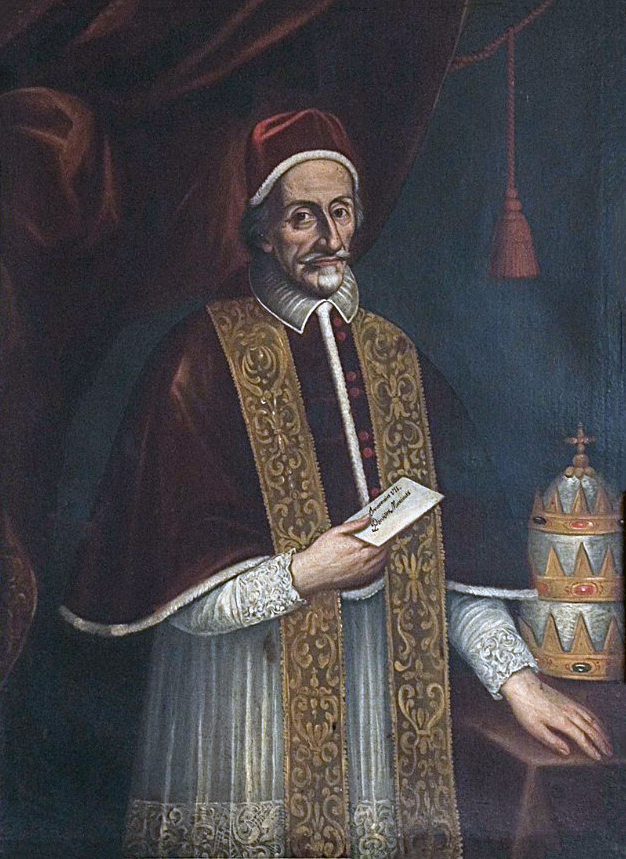
Cosimo Migliorati, divenuto papa Innocenzo VII

- Cosimo Migliorati (1336-1406), 204º papa della Chiesa cattolica col nome di Innocenzo VII[3];
- Giovanni Migliorati († 1410), cardinale[4];
- Lodovico Migliorati (1370 ca.-1428), condottiero, marchese della Marca di Ancona, conte di Fermo e Manoppello, e signore di Arcevia, Ascoli Piceno, Montefiore, Montegranaro, Monteleone, Monteverde, Montone, Montottone e Sant'Elpidio Morico[5];
- Gentile Migliorati († 1433), condottiero[6];
- Fermano Migliorati († 1431), condottiero, figlio di Lodovico[2];
- Cosimo Migliorati (1426-?), condottiero, figlio di Lodovico[2];
- Cosimo Migliorati-Orsini (1420-1481), cardinale[7];
- Ludovico Migliorati-Orsini (1425-1489), figlio di Gentile e conte di Bassanello, Cerqueto e Palazzuolo[2];
- Orsino Migliorati-Orsini (1473-1500), marito di Giulia Farnese, amante di Rodrigo Borgia, papa col nome di Alessandro VI[2];
- Laura Migliorati-Orsini (1492-1530), appartenente anagraficamente alla famiglia, ma in realtà figlia della relazione adulterina tra Rodrigo Borgia, ossia papa Alessandro VI, e la di lei madre Giulia Farnese[2].

## Stemma
Lo stemma della famiglia era d'argento alla banda d'azzurro caricata di una cometa d'oro ed accostata da due cotisse d'azzurro ed aveva per cimiero tricefali barbuti e di carnagione, posti di profilo.